# Соколов, Пётр Петрович (художник)
Пётр Петро́вич Соколо́в (1821, Санкт-Петербург, — 2 [14] октября 1899, там же) — русский живописец и график.

## Биография
Петр Соколов родился в 1821 году; старший сын Петра Федоровича Соколова, также акварелиста. Был самоучка, лишь юношей очень короткое время учился в Императорской Академии художеств (1840—1843) под руководством своего дяди, Карла Брюллова. Специальность его составляли изображения простонародного и солдатского быта, а также охотничьих сцен, но иногда он писал и портреты.

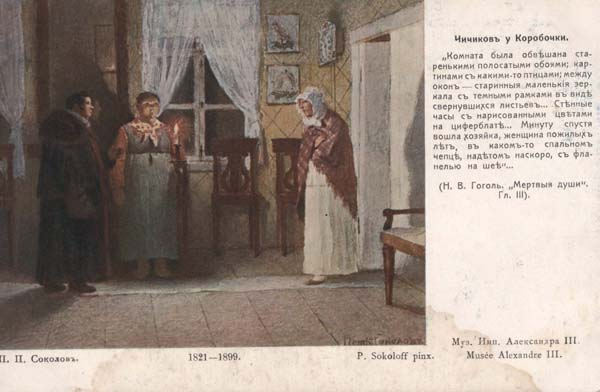
Иллюстрация к роману «Мёртвые души»
Чичиков в доме Коробочки

Со своими акварелями, в большей или меньшей степени отличающимися верной передачей типов людей и животных, ловким приёмом исполнения и гармоничностью красок, особенно в пейзажной части, очень редко являлся на ежегодных академических и других общих выставках, но в 1887 г. устроил из своих работ в Санкт-Петербурге отдельную выставку.
Во время русско-турецкой войны 1877—1878 годов находился при главной квартире русской армии, действовавшей на балканском театре и получил георгиевский крест за храбрость.
В 1893 году совет преобразованной Академии художеств присудил ему, за предшествовавшую деятельность, высшее по её новому уставу художественное звание академика.
Как на лучшие его произведения должно указать на иллюстрации к «Запискам охотника» Тургенева и к стихотворениям Некрасова (некоторые из них изданы в виде альбомов), на акварельную картину «Конская ярмарка» (в Третьяковской галерее в Москве) и на портрет литератора Сергея Терпигорева-Атавы (в Русском музее в Петербурге).
Умер в октябре 1899 года от порока сердца, похоронен в Царском Селе на Казанском кладбище.

Бенуа о Соколове:
Когда-то в дни моего детства мое эстетическое чувство страдало при виде произведений П. П. Соколова; мне казалось, что от его помещичьих и охотничьих сцен разит грязью. Одутловатые «кувшинные рыла» его персонажей вызывали во мне чувство, похожее на тошноту. Напротив, когда у меня явилась большая сознательность при оценке живописных произведений, то те же черты, которые во мне вызывали отвращение, стали теперь меня пленять своей мощной характерностью, своим «ароматом жизни». Пленяла меня вся стихийная, единственная в своем роде художественность искусства Петра Соколова, пленял столь ярко выражавшийся в его творчестве темперамент, пленяло его умение создавать настроение, наконец, полна чар оказалась для меня и его палитра, в которой преобладают серые и бурые краски и в которой все же нет черноты. Однако, получив разрешение княгини Тенишевой приобрести у Соколова более значительные произведения, нежели те две охотничьи сцены, которые уже украшали ее собрание, я отправился к нему не без трепета. Дело в том, что одной из излюбленных тем рассказов Григоровича был именно Петр Соколов, которого наш «чудесный краснобай» выставлял в виде довольно жуткого авантюриста и чуть ли не салонного вора и мошенника. Григорович уверял, что когда Петр Соколов являлся в какой-либо богатый дом, то прислуге наказывалось запирать серебро и другие драгоценные вещи под ключ и зорко следить за всеми поступками гостя, которого все же хозяева ценили как замечательного художника и забавного собеседника. Слух о том, что Петр Соколов на руку нечист, держался в обществе крепко, и его не пытался опровергнуть даже его родной брат, ультра-порядочный, скромный, тонкий Александр Петрович — автор многочисленных и с мастерством исполненных акварелью портретов. Наметил я себе приобрести у Петра Соколова чудесный портрет Сергея Атавы в красной рубахе с черным сеттером на коленях, который за год или за два я видел на выставке и от которого я пришел в полный восторг, однако художник «навязал» мне еще свой собственный (в овале), причем он без всякого стеснения сам его расхваливал, сравнивая его даже с Рембрандтом и Хальсом. На этом автопортрете Петр Соколов изобразил себя глубоким стариком, но в натуре, облеченный в халат, распахнутый над голой, поросшей седыми волосами грудью, он показался мне еще более древним и, главное, более жутким... Однако все сошло благополучно. Эти два приобретения так же, как покупка Менцеля, доставили мне такую радость, какую может доставить полководцу выигранное сражение. Оба раза Соколов, живший тогда во втором этаже дома, выходившего окнами на Тучков мост, принял меня если и не без сурового вида, то все же довольно любезно. Он откровенно жаловался на свои стесненные обстоятельства и рассказывал весьма живописные анекдоты из своего прошлого. 
(Мои воспоминания. В пяти книгах. т. 1 и т. 2. Изд. второе, доп. М., Изд. «Наука» 1990)

## Иллюстрация к циклу рассказов И. С. Тургенева «Записки охотника»

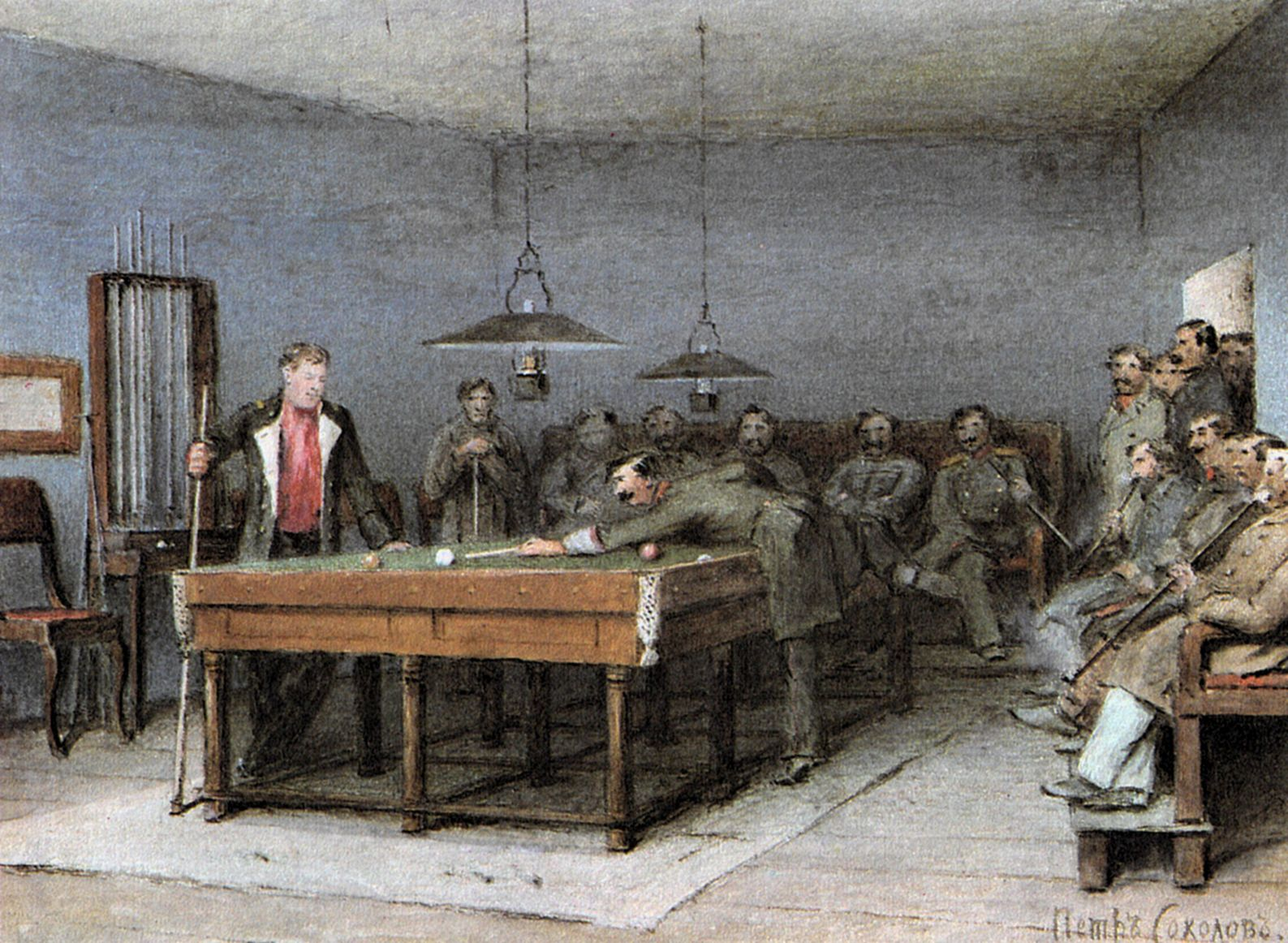
«Лебедянь»
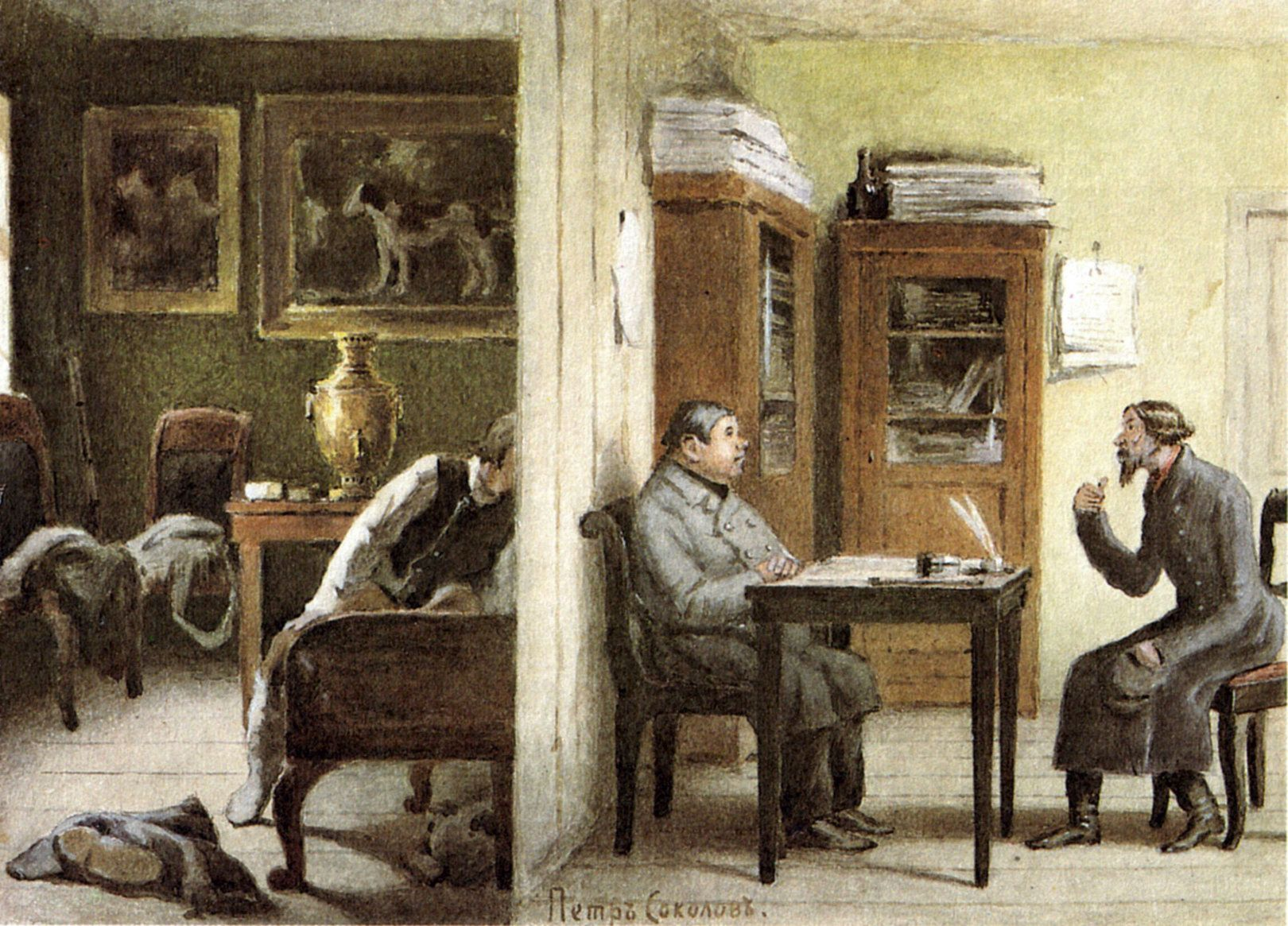
«Контора»
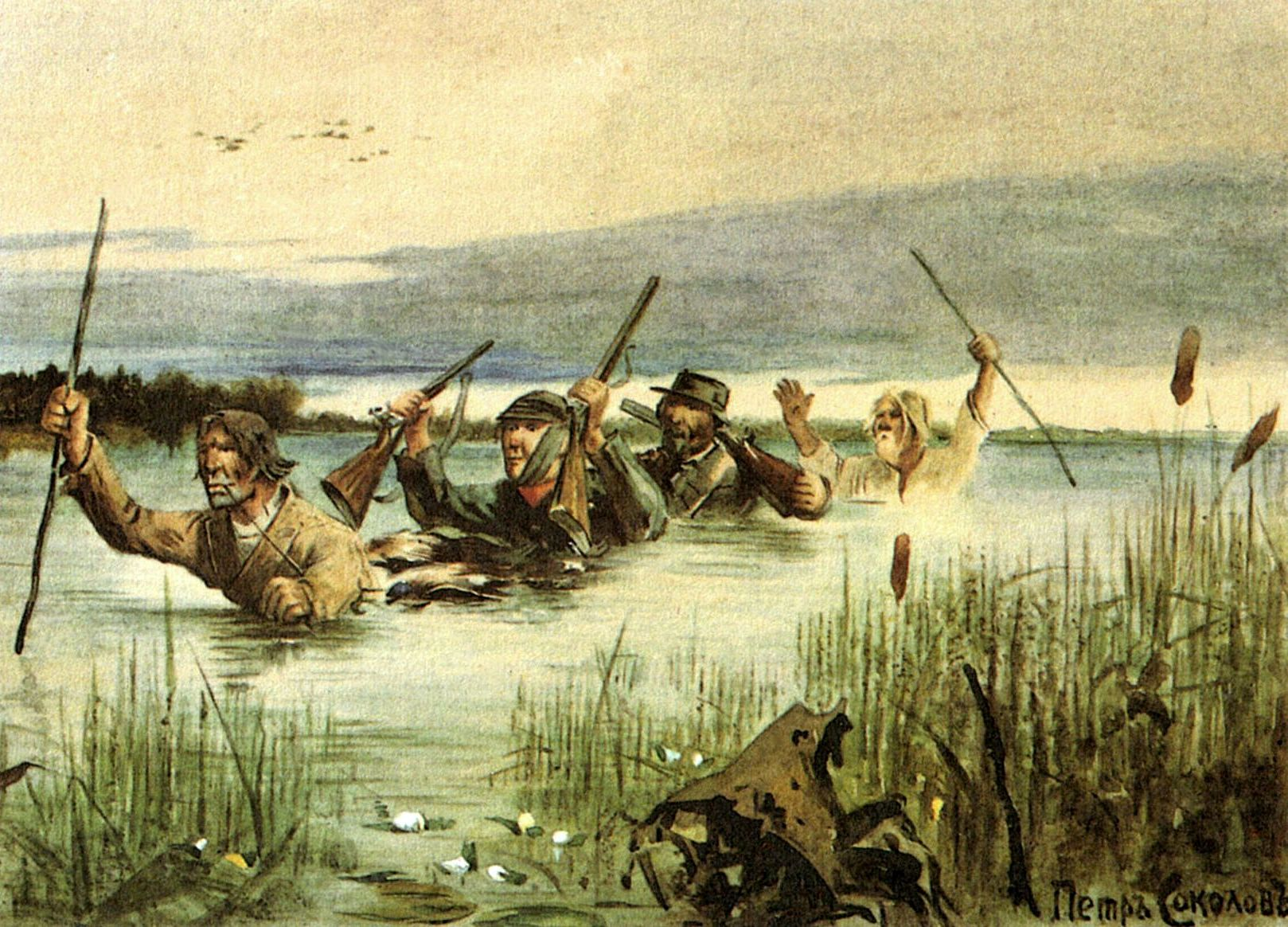
«Льгов»
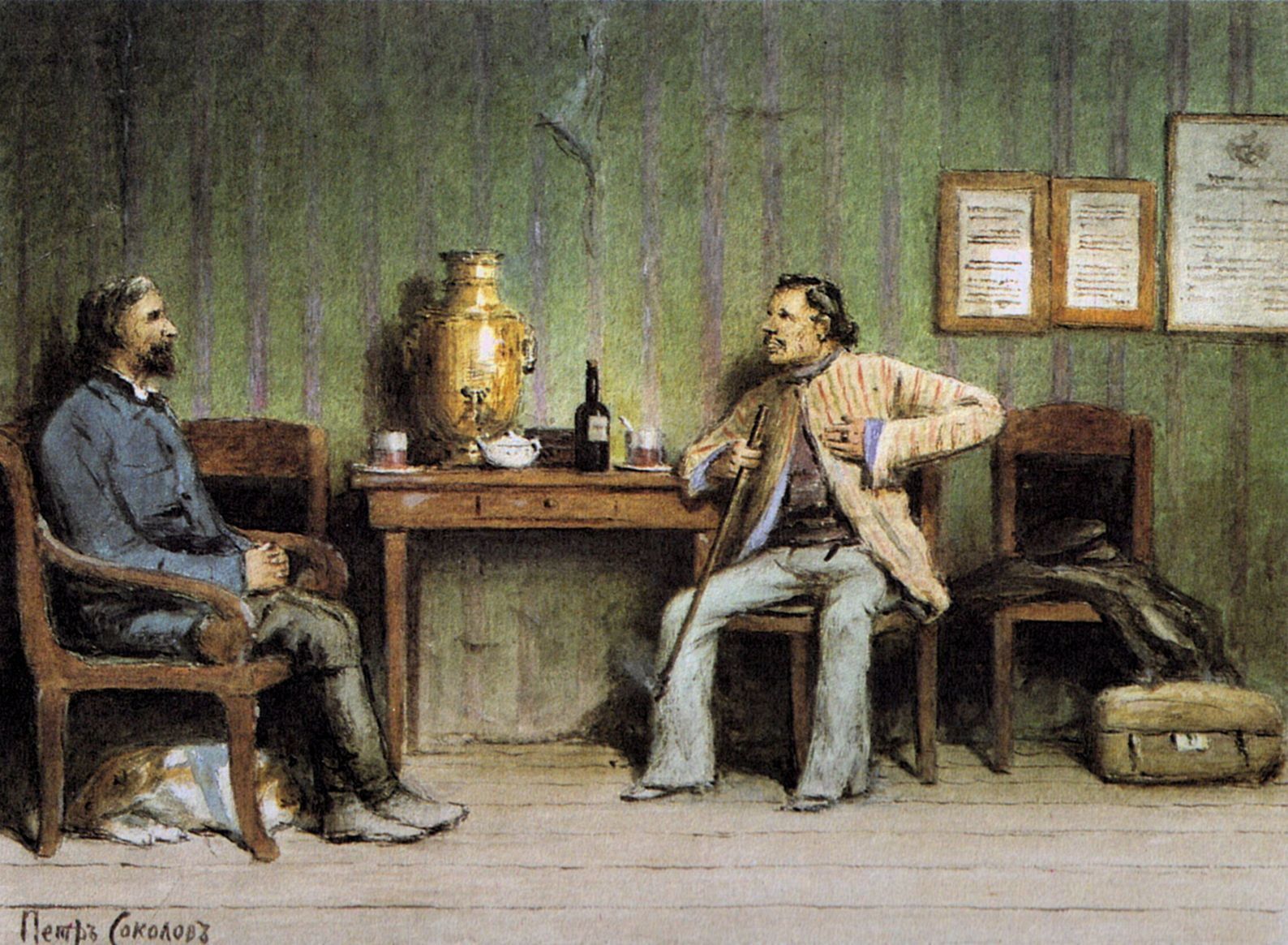
«Пётр Петрович Каратаев»